# Леляки (Полтавская область)
Леляки (укр. Леляки) — село,
Сасиновский сельский совет,
Пирятинский район,
Полтавская область,
Украина.
Код КОАТУУ — 5323884903. Население по переписи 2001 года составляло 175 человек.

## Географическое положение
Село Леляки находится на правом берегу реки Удай,
выше по течению на расстоянии в 2 км расположено село Гурбинцы,
ниже по течению на расстоянии в 2,5 км расположено село Кейбаловка,
на противоположном берегу — село Усовка.
Река в этом месте заболочена, образует лиманы и заболоченные озёра. 
Рядом проходит автомобильная дорога Т-2501.

## Происхождение названия
На территории Украины 4 населённых пункта с названием Леляки.

## История
- Село указано на подробной карте Российской Империи и близлежащих заграничных владений 1816 года [2]
- Деревня была приписана к Ильинской церкви в Митченках[3]

## Экономика
- Молочно-товарная ферма.

## Объекты социальной сферы
- Клуб.